# James Luceno
James Luceno (1947 –) amerikai író, némely könyve szerepelt a The New York Times bestsellerlistáján. James Luceno számos Csillagok háborúja könyv írója.

## Életrajz
A Darth Plagueis című könyvét jelölték a 2012-es Goodreads díj Legjobb sci-fi kategóriájában.

## Magyarul
- Star wars. A Sith-ek bosszúja. Képes enciklopédia; különleges tárgyak Robert E. Barnes, John Goodson, új fényképek Alex Ivanov, ford. Bodrogi Bence Péter; Panemex–Grafo, Bp., 2005
- Star wars. Sötét nagyúr; ford. Szente Mihály; Szukits, Szeged, 2007
- Star wars. A gonosz útvesztője; ford. Szente Mihály; Szukits, Szeged, 2007
- Indiana Jones és a kristálykoponya királysága; történet George Lucas, Jeff Nathanson, forgatókönyv David Koepp, ford. Nemes István; Lazi, Szeged, 2008 (Indiana Jones ifjúsági sorozat)
- Star Wars. Darth Plagueis; ford. Szente Mihály; Szukits, Szeged, 2013
- A megtévesztés leple; ford. Szente Mihály; Szukits, Szeged, 2014
- Katalizátor. Egy Zsivány egyes regény; ford. Oszlánszky Zsolt, Szente Mihály; Szukits, Szeged, 2016
- Tarkin; ford. Szente Mihály; Szukits, Szeged, 2016

## Fordítás
- Ez a szócikk részben vagy egészben  a   James Luceno című angol Wikipédia-szócikk ezen változatának fordításán alapul.  Az eredeti cikk szerkesztőit annak laptörténete sorolja fel. Ez a jelzés csupán a megfogalmazás eredetét és a szerzői jogokat jelzi, nem szolgál a cikkben szereplő információk forrásmegjelöléseként.